# Здание страховой компании «Карьяла»
Бывшее здание страховой компании «Карьяла» («выборгский небоскрёб») — жилой дом башенного типа в городе Выборге, исторически первое высотное жилое здание, построенное в Финляндии. Расположен в Центральном микрорайоне, по адресу: Ленинградское шоссе, дом 7, занимая треугольный участок, примыкающий к Школьной площади у Московского проспекта.

## История
В 1930-х годах в Выборге отмечалось большое развитие сферы услуг, сопровождавшееся ростом числа зданий компаний. В объявленном конкурсе на новый жилой и административный дом страхового общества «Карьяла» в 1938 году победил проект молодого архитектора Олли Пёюрю из Оулу. Необычных форм точечное здание в стиле функционализма, строительство которого началось в 1939 году, получило прозвище «первый финский небоскрёб». Вплоть до 1967 года «выборгский небоскрёб» оставался самым высоким жилым зданием в Выборге.
Генеральным планом Выборга 1929 года предполагалась прокладка улицы Мюллюмяенкату, части проектировавшейся широкой автомагистрали по направлению к Вокзальной площади; в связи с этим новому высотному зданию придавалось важное градоформирующее значение. Но была проложена только небольшая часть улицы, сейчас это безымянный проезд от Школьной площади к Ленинградскому шоссе: реализации проекта помешали советско-финляндские войны (1939—1944).
Когда в результате Советско-финляндской войны (1939—1940) в 1940 году советские войска вошли в Выборг, здание было только подведено под крышу. Было принято решение достроить его для размещения Ленинградского кинотехникума, однако в ходе Великой Отечественной войны с 1941 года дом снова перешёл к прежним владельцам, которые и завершили строительство в 1943 году, незадолго до Выборгской операции. Здание почти не пострадало в ходе военных действий, по окончании которых было введено в эксплуатацию в качестве жилого дома с помещениями магазинов и учреждений на первом этаже. Таким образом, как отмечается в исследовании Е. Е. Кеппа, «первый в Финляндии небоскрёб» вошёл в историю Выборга в качестве последнего завершённого довоенного (точнее, «военного») здания.

## Описание
Заметными чертами одиннадцатиэтажного дома высотой более 40 метров, расположенного на склоне холма, являются «лежачие» окна и остеклённый эркер, опоясывающий здание на уровне второго этажа. По замыслу архитектора, первые два этажа жилого и административного дома предназначались под размещение учреждений, а верхние — под квартиры, оборудованные каминами и современной техникой, в том числе электроплитами и холодильниками. Для наибольших по площади из 40 квартир спроектированы балконы и комнаты для прислуги. На верхнем этаже предусматривалось размещение бытовых служб: сауны, прачечной и помещения для сушки белья, а также обзорной площадки. Центральный вход, ведущий в жилую часть к двум лифтам, украшен парными колоннами. Оригинальности проекту придают закруглённый фасад и размещение ворот, ведущих в подземный гараж: они расположены со стороны Московского проспекта, то есть не в низко расположенной части здания, а в самой возвышенной части склона Мельничной горы. Специалисты отмечают высокое качество строительства и материалов, несмотря на то, что здание достраивалось в военное время.
Вместе с такими зданиями, как библиотека Алвара Аалто, выборгский архив, музей изящных искусств, дом шведско-немецкого лютеранского прихода, выборгский ломбард и здание компании «Саво-Карельская оптовая торговля», многоэтажный дом относится к ярким образцам выборгского функционализма, прозванного «Белым Выборгом».

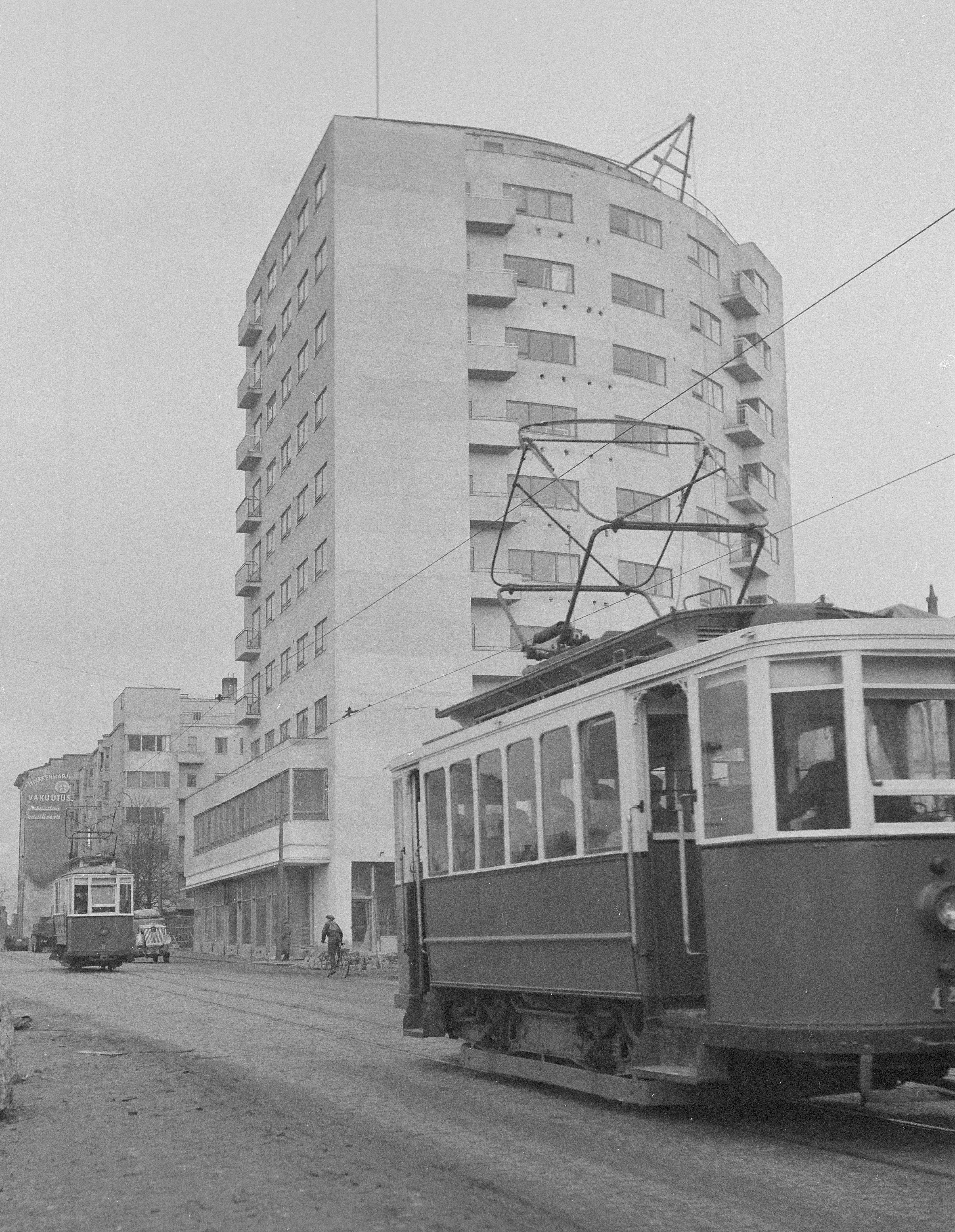
Фото военного времени
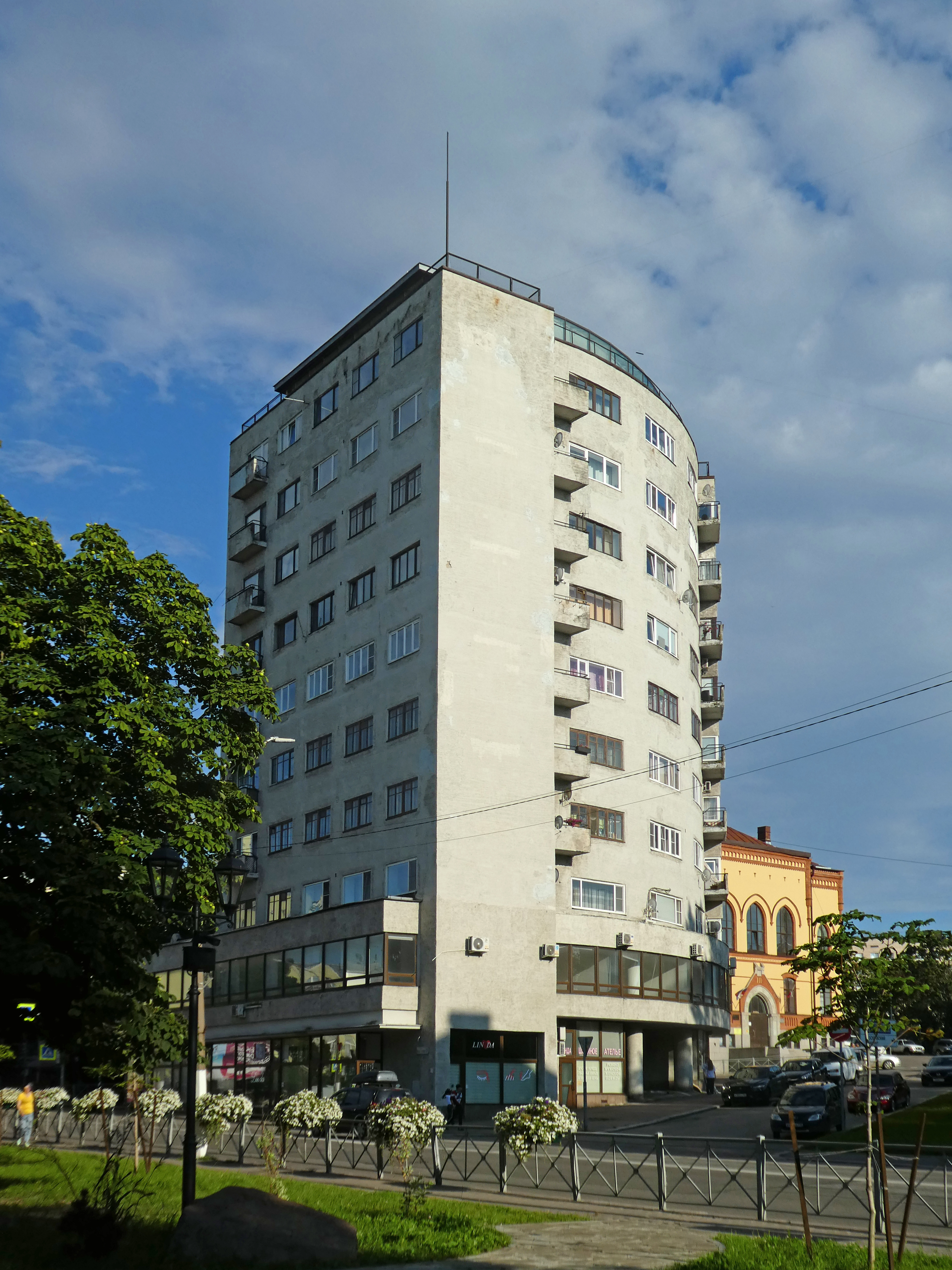
Вид со стороны Сада скульптуры в 2024 году
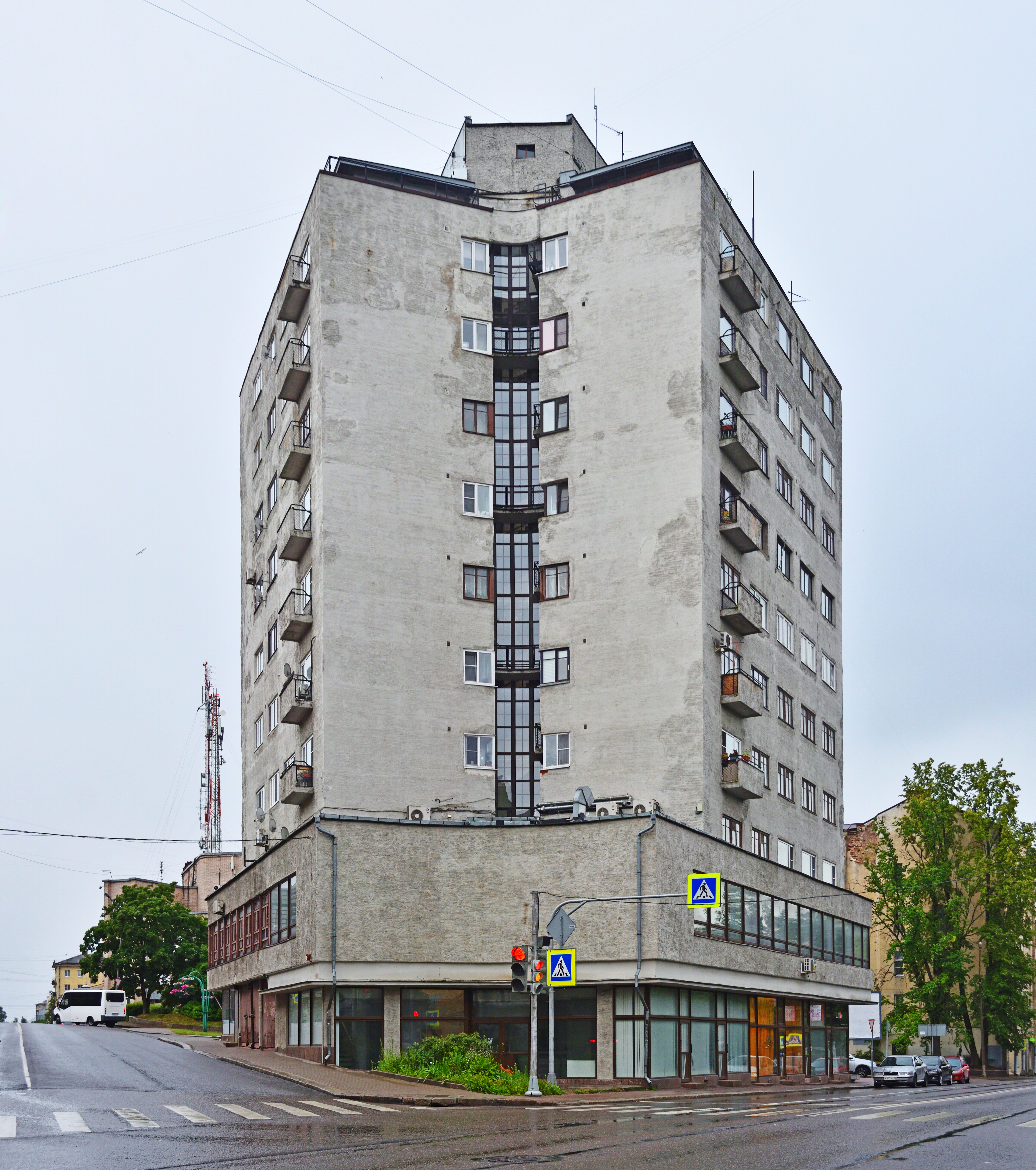
Вид со стороны улицы Акулова в 2019 году
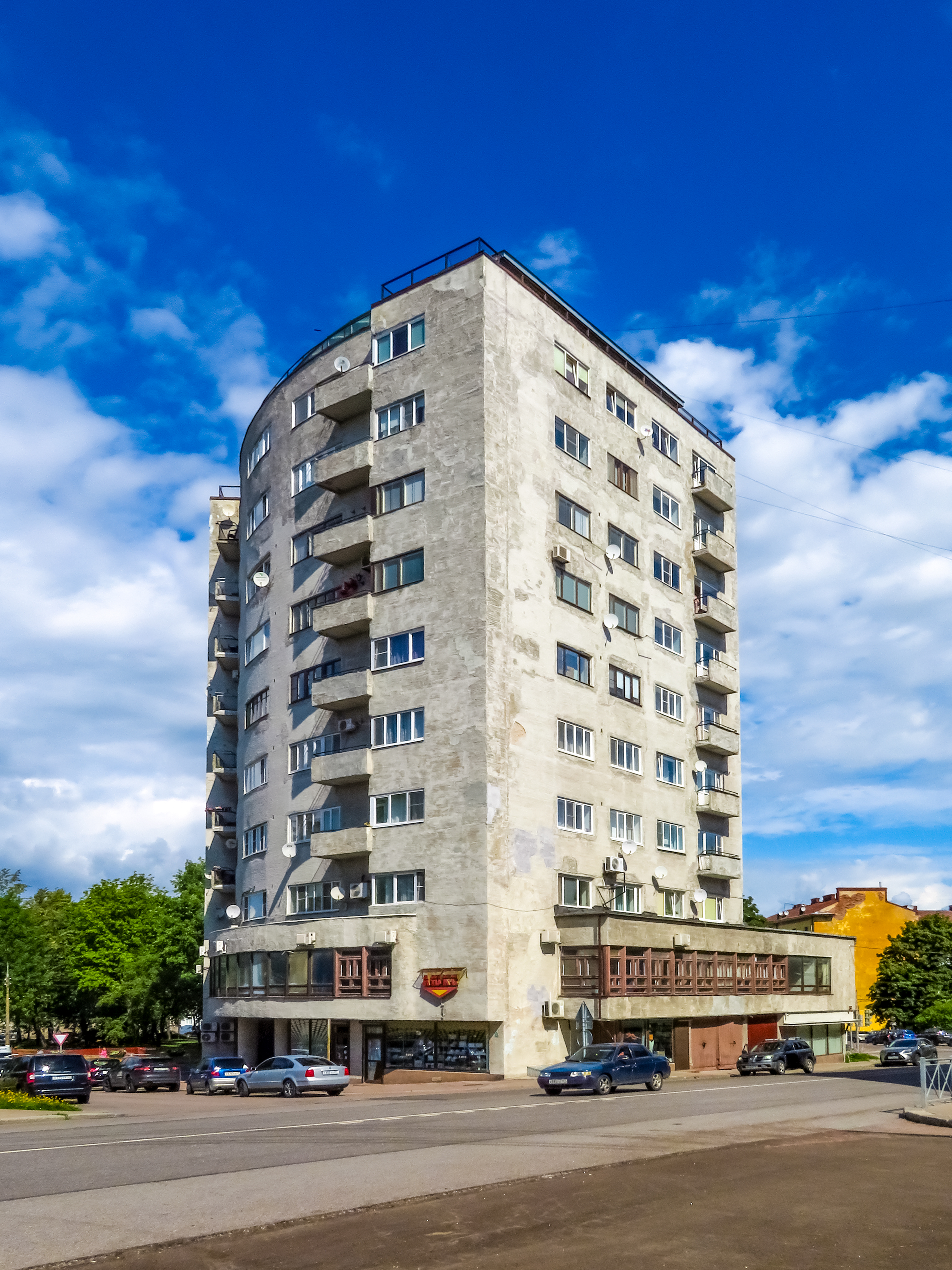
Вид со стороны Московского проспекта в 2023 году